# Schismatoglottis unifolia
Schismatoglottis unifolia är en kallaväxtart som beskrevs av Alistair Hay och Peter Charles Boyce. Schismatoglottis unifolia ingår i släktet Schismatoglottis och familjen kallaväxter. Inga underarter finns listade.